# Koșove, Șîroke
Koșove (în ucraineană Кошове) este un sat în comuna Ceapaievka din raionul Șîroke, regiunea Dnipropetrovsk, Ucraina.

## Demografie
Componența lingvistică a localității Koșove
     Ucraineană (95,76%)
     Rusă (3,64%)
     Alte limbi (0,61%)
Conform recensământului din 2001, majoritatea populației localității Koșove era vorbitoare de ucraineană (95,76%), existând în minoritate și vorbitori de rusă (3,64%).